# Satz von Seifert und van Kampen
Der Satz von Seifert und van Kampen (benannt nach Herbert Seifert und Egbert van Kampen) ist ein mathematischer Satz aus dem Gebiet der algebraischen Topologie. Er macht eine Aussage über die Struktur der Fundamentalgruppe eines topologischen Raumes {\displaystyle X}, indem man die Fundamentalgruppen zweier offener, wegzusammenhängender Unterräume {\displaystyle U} und {\displaystyle V}, welche {\displaystyle X} überdecken, betrachtet.
So kann man die Fundamentalgruppe von komplizierten Räumen aus denjenigen einfacherer Räume berechnen.

## Die einfache Hälfte des Satzes
Es sei {\displaystyle (X,*)} ein punktierter Raum. Weiter sei {\displaystyle (U_{\lambda })_{\lambda \in \Lambda }} eine offene Überdeckung von {\displaystyle X} durch wegzusammenhängende Teilmengen, die alle den Punkt {\displaystyle *} enthalten (damit ist {\displaystyle X} ebenfalls wegzusammenhängend) und deren paarweise Schnitte jeweils auch wegzusammenhängend sind.
Für {\displaystyle \lambda \in \Lambda } sei {\displaystyle f_{\lambda }:(U_{\lambda },*)\rightarrow (X,*)} die Inklusion.
Dann wird {\displaystyle \pi _{1}(X,*)} erzeugt von den Untergruppen {\displaystyle \pi _{1}(f_{\lambda })(U_{\lambda },*),\lambda \in \Lambda .}
Die Aussage ist also, dass die relativen Homotopieklassen in {\displaystyle X} von geschlossenen Wegen, die ganz in einem {\displaystyle U_{\lambda }} verlaufen, die Fundamentalgruppe von {\displaystyle X} erzeugen.
Insbesondere ist {\displaystyle X} einfach zusammenhängend, wenn jedes {\displaystyle U_{\lambda }} diese Eigenschaft besitzt.

## Der eigentliche Satz von Seifert und van Kampen
Es seien {\displaystyle X} ein wegzusammenhängender topologischer Raum, {\displaystyle U_{1},U_{2}\subseteq X} offen und wegzusammenhängend, sodass {\displaystyle X=U_{1}\cup U_{2}} gilt, und {\displaystyle *\in U_{3}:=U_{1}\cap U_{2}} . Auch {\displaystyle U_{3}} sei wegzusammenhängend. Zu den Inklusionen von {\displaystyle U_{3}} nach {\displaystyle U_{1},U_{2}} gehören (nicht notwendigerweise injektive) Homomorphismen
{\displaystyle v_{i}:\pi _{1}(U_{3},*)\rightarrow \pi _{1}(U_{i},*),i=1,2.}
Zu den Inklusionen von {\displaystyle U_{j}} nach {\displaystyle X} gehören Homomorphismen
{\displaystyle u_{j}:\pi _{1}(U_{j},*)\rightarrow \pi _{1}(X,*),1\leq j\leq 3.}
Offensichtlich gilt hierbei {\displaystyle u_{3}=u_{i}\circ v_{i},i=1,2.} Es seien weiter {\displaystyle H} eine beliebige Gruppe, und {\displaystyle p_{j}:\pi _{1}(U_{j},*)\rightarrow H} Gruppenhomomorphismen mit der Eigenschaft
{\displaystyle p_{3}=p_{i}\circ v_{i},i=1,2.}
Dann gibt es einen eindeutig bestimmten Gruppenhomomorphismus {\displaystyle p:\pi _{1}(X,*)\rightarrow H}, sodass
{\displaystyle p_{j}=p\circ u_{j},1\leq j\leq 3.}
Also sagt der Satz von Seifert und van Kampen eine universelle Abbildungseigenschaft der ersten Fundamentalgruppe aus.

## Kombinatorische Version
In der Sprache der kombinatorischen Gruppentheorie ist {\displaystyle \pi _{1}(X,*)} das amalgamierte Produkt von {\displaystyle \pi _{1}(U_{1},*)} und {\displaystyle \pi _{1}(U_{2},*)} über {\displaystyle \pi _{1}(U_{3},*)} via der Homomorphismen {\displaystyle u_{1}} und {\displaystyle u_{2}}. Wenn diese drei Fundamentalgruppen folgende Präsentierungen haben:
{\displaystyle \pi _{1}(U_{1},*)=\langle \alpha _{1},...,\alpha _{k}|r_{1},...,r_{l}\rangle },
{\displaystyle \pi _{1}(U_{2},*)=\langle \beta _{1},...,\beta _{m}|s_{1},...,s_{n}\rangle } und
{\displaystyle \pi _{1}(U_{3},*)=\langle \gamma _{1},...,\gamma _{p}|t_{1},...,t_{q}\rangle },
dann kann die Amalgamierung als
{\displaystyle \pi _{1}(X,*)=\pi _{1}(U_{1},*)\;*_{\pi _{1}(U_{3},*)}\;\pi _{1}(U_{2},*)}
{\displaystyle =\langle \alpha _{1},...,\alpha _{k},\beta _{1},...,\beta _{m}|r_{1},...,r_{l},s_{1},...,s_{n},v_{1}(\gamma _{1})=v_{2}(\gamma _{1}),...,v_{1}(\gamma _{p})=v_{2}(\gamma _{p})\rangle }
präsentiert werden. Die Fundamentalgruppe von {\displaystyle X} ist also erzeugt von den Schleifen in den Teilräumen {\displaystyle U_{1}} und {\displaystyle U_{2}}; als zusätzliche Relationen kommt nur hinzu, dass eine Schleife im Schnitt {\displaystyle U_{3}} unabhängig davon, ob man sie als Element von {\displaystyle \pi _{1}(U_{1},*)} oder von {\displaystyle \pi _{1}(U_{2},*)} auffasst, dasselbe Element repräsentiert.

## Beispiel zum Hilfssatz
Man nehme die n-dimensionale Sphäre {\displaystyle S^{n},n\geq 2} und {\displaystyle P,Q} zwei verschiedene Punkte aus {\displaystyle S^{n}}.
Dann sind {\displaystyle U_{1}:=S^{n}\setminus \{P\}} und {\displaystyle U_{2}:=S^{n}\setminus \{Q\}} wegzusammenhängend. Ihr Durchschnitt ist wegen {\displaystyle n\geq 2} auch wegzusammenhängend.
Nun ist aber {\displaystyle S^{n}\setminus \{P\}}, mittels der stereographischen Projektion, homöomorph zu {\displaystyle \mathbb {R} ^{n}}. Da {\displaystyle \mathbb {R} ^{n}} kontrahierbar ist, gilt dies also auch für {\displaystyle U_{1}} und {\displaystyle U_{2}} und daher haben diese triviale Fundamentalgruppen. Dies ist nicht vom Fußpunkt abhängig.
Daher ist auch {\displaystyle \pi _{1}(S^{n})} trivial.

## Folgerungen
Wenn die Fundamentalgruppe {\displaystyle \pi _{1}(U_{3},*)} trivial ist, dann sagt der Satz von Seifert und van Kampen, dass {\displaystyle \pi _{1}(X,*)} das freie Produkt von
{\displaystyle \pi _{1}(U_{1},*)} und {\displaystyle \pi _{1}(U_{2},*)} ist. Es wird von diesen Gruppen erzeugt und zwischen den Erzeugern gibt es keine Relationen, die nicht schon in {\displaystyle \pi _{1}(U_{1},*)} oder {\displaystyle \pi _{1}(U_{2},*)} gewesen wären. Insbesondere sind {\displaystyle u_{1}} und {\displaystyle u_{2}} injektiv.